# Hasse Andersson (konstnär)
Hasse Andersson, född 19 juni 1926 i Stockholm, död 29 september 2003 i Skanör, var en svensk konstnär, känd som "gåsamålaren".

## Biografi
Hasse Andersson studerade vid Konstfackskolan 1946–1949 samt gjorde studieresor i Frankrike, Italien och England 1949–1951. Efter att ha arbetat som ljudtekniker, först 15 år på Europafilm och sedan 15 år på Sveriges Television började han ägna sig åt måleri.
Han kom i början av 1970-talet att upptäcka gäss och deras poseringsmönster, och fann dem lika facinerande som människokroppens. I hans målningar av gäss kan många känna igen sig, och han vände sig mot uttrycket "dum som en gås". Hans många målningar med gäss som motiv gjorde att han kom att kallas gåsamålaren.
Han tog 1983 initiativet till det årliga Gåsaloppet på skidor i Skanör, en lättsam folkfest, och drev detta arrangemang under många år.

### Gåsalagen
Andersson var en individualist med stark tro på människans egen förmåga att forma sitt liv. Han formulerade Gåsalagen som ett uttryck för detta, som en uppmaning att skaka av sig den negation av nedärvd avundsjuka som präglat generationer av svenskar, och som en sorts antites till Jantelagen:
1. Du skall tro att Du är något
2. Du skall veta att Du är lika god som vi
3. Du skall inbilla Dig att Du är klokare än vi
4. Du skall inbilla Dig att Du är bättre än vi
5. Du skall tro att Du vet mera än vi
6. Du skall tro att Du är förmer än vi
7. Du skall veta att Du duger till något
8. Du skall skratta åt oss
9. Du skall veta att någon bryr sig om Dig
10. Du skall veta att Du kan lära oss något.

Lagen har citerats i olika sammanhang som ett försvar för det självförtroende som krävs för ett normalt liv, och blev en naturlig överskrift i minnesord för Andersson.